# 马骝滩水电站
马骝滩水电站位于中国广西壮族自治区桂平市南郊，位于郁江与浔江汇合口上游4千米处。水电站于1986年8月动工兴建，1989年2月船闸通航，1992年发电，1993年竣工。大坝为重力式混凝土闸坝，拦河坝坝长381.42米，最大坝高29.8米。船闸可通过千吨级船舶。电站安装了三台国产灯泡贯流式水轮发电机组，总装机容量3×15500千瓦，年发电量2.47亿千瓦时。电站大坝的建成，提高了郁江下游的通航能力，南宁至珠江口航道由原来的六级变成三级。